# 166. vestlige længdekreds
Den 166. vestlige længdekreds (eller 166 grader vestlig længde) er en længdekreds, der ligger 166 grader vest for nulmeridianen. Den løber gennem Ishavet, Nordamerika, Stillehavet, det Sydlige Ishav og Antarktis.